# 演芸ブーム
演芸ブーム（えんげいブーム）とは主に1962年頃から1970年頃にかけて起こった、テレビの演芸番組を中心としたお笑いブームを指す。

## 概要
「お笑いタッグマッチ」（フジテレビ系）「大正テレビ寄席」（NETテレビ、現・テレビ朝日系）など演芸番組が数多く放送され、テレビにおけるお笑いの地位を確立した。現在も放送している「笑点」（日本テレビ系）もこのブームのさなかに放送が開始された。
主な演者としては、「昭和の爆笑王」こと初代 林家三平や落語四天王（七代目 立川談志、五代目 三遊亭圓楽、三代目 古今亭志ん朝、五代目 春風亭柳朝など）、上方落語四天王（三代目 桂米朝、三代目 桂春団治、六代目 笑福亭松鶴、五代目　桂文枝）などの落語家を筆頭に、Wけんじ、獅子てんや・瀬戸わんや、コロムビア・トップ・ライト、Wヤング、若井はんじ・けんじ、正司敏江・玲児、夢路いとし・喜味こいし、晴乃チック・タックなどの漫才師、コント55号、てんぷくトリオ、漫画トリオ等のコントグループが人気を博した。
また、コミックバンドとしてはハナ肇とクレージーキャッツの後を受けて活動していたザ・ドリフターズがコントグループへと転換し不動の地位を得た。
これらの芸人は「お笑い第三世代」という概念が出現した1980年代後半以降、レトロニムとして「お笑い第一世代」と称されるようになった。

## 第一世代（演芸ブーム）代表番組
- 笑点
- コント55号の世界は笑う
- 8時だョ!全員集合
- 欽ドン!シリーズ
- 欽ちゃんのどこまでやるの!
- ドリフ大爆笑
- 加トちゃんケンちゃんごきげんテレビ
- KATO&KENテレビバスターズ